# Петро Потоцький (брацлавський воєвода)
Петр (Петро) Потоцький гербу Пилява (пол. Piotr Potocki; 1622 — до 22 травня 1657) — польський шляхтич, військовик, урядник Корони Польської в Речі Посполитій.

## Біографія
Народився 1622 року
Брав участь у битвах проти козацького повстання в 1637—1639 рр. (керував козацькою корогвою свого батька — Миколая Потоцького-«Ведмежої лаби»). Брав участь у військових діях проти Павла Павлюка у грудні 1637, у битві під Кумейками (18 грудня 1637 р.). Корогва Петра Потоцького першою здійснила напад на козацький табір, після повторної атаки за третім разом його війська вдерлися до середини українського козацького табору. За наказом батька підпалив вози з порохом,що спричинило безлад у передніх козацьких рядах.
Уночі з 6 на 7 серпня Міколай Потоцький вислав його на допомогу своїм надвірним корогвам легкої кавалерії, які перешкоджали переходу козацьких груп Філоненка до табору Дмитра Гуні.
Перед 1643  р. отримав кам'янецьке староство (передав батько).
У 1643—1648 роках був ротмістром козацької корогви, розбитої під Корсунем 26 травня 1648.
30 січня 1644 р. брав участь у битві з татарами під Охматовим, керуючи разом з кузином — старостою снятинським Петром Потоцьким (сином старости генерального Стефана Потоцького) батьковим полком вершників.
На Галицькому сеймику 12 травня 1654 р. було вирішено, що посли від Галицької землі на сейм до Варшави повинні домагатись передачі у дідичне володіння брацлавському воєводі Пйотру Потоцькому села Монастирчани (було Королівщиною). Брав участь у битвах проти татар поблизу Залізців (бл. 17—18 листопада 1655), під Озерною (бл. 20—21 листопада 1655), Тишовецькій конфедерації.
Уряди (посади): брацлавський воєвода, староста кам'янецький, летичівський (1646), черкаський.
Помер до 22 травня 1657 року. Був похований у костелі оо. кармелітів босих у Кам'янці-Подільському.

### Сім'я
Уперше був одружений з донькою Миколая Остроруга-«латини» Катажиною. Після розлучення з П. Потоцьким вона вдруге вийшла заміж за белзького каштеляна Яна Александра Мишковського. Вдруге одружився з дочкою коронного крайчого Петра Даниловича Урсулою, яка після смерті чоловіка вийшла заміж за Владислава Йосафата Сапігу.